# Bariton
Baritonul este o voce bărbătească educată, având un timbru intermediar, situat între tenor și bas.
Denumirea provine din limba greacă βαρυτονος, însemnând „sunet profund”. 
Muzica corală scrisă pentru voce de bariton se întinde între La de sub Do median până la Fa de deasupra lui Do median. La muzica de operă, limitele se extind și în sus, și în jos. Notele se scriu în cheia fa.
Baritonul este cel mai răspândit tip de voce masculină din lume și oferă și cele mai multe posibilități posesorului său.

## Tipuri de bariton
În funcție de calitățile vocale (ambitus, volum, culoare) dar și de temperamentul solistului, baritonii s-au grupat în aproximativ șase mari subcategorii: 
- bariton lejer
- bariton liric
- bariton lirico-spint sau lirico-dramatic
- bariton eroic (de: Heldenbariton)
- bariton cavaleresc (de: Kavalierbariton)
- baritoni de caracter (în roluri de caracter)